# Abdul Sheriff
Abdul Sheriff (Zanzibar, 7 december 1939) is een Tanzaniaans emeritus hoogleraar geschiedenis aan de universiteit van Dar es Salaam en voormalig directeur van het nationale museum van Zanzibar.

## Levensloop
Sheriff studeerde aan de Universiteit van Californië - Los Angeles en behaalde daar in 1964 zijn bachelorgraad in aardrijkskunde en in 1966 zijn mastergraad in geschiedenis. Voor zijn studie ontving hij studiebeurzen van achtereenvolgens het African Scholarship Program of American Universities en het African-American Institute. In 1971 slaagde hij op de School of Oriental and African Studies van de Universiteit van Londen voor zijn doctorsgraad op basis van zijn onderzoek naar Afrikaanse geschiedenis.
Sinds 1969 doceerde hij aan de universiteit van Dar es Salaam. Van 1977 tot 1979 stond hij aan het hoofd van de faculteit geschiedenis en was hij voorzitter van de historische vereniging van Tanzania. In 1980 werd hij uiteindelijk benoemd tot professor geschiedenis aan de universiteit, een functie die hij tot 1996 bleef vervullen. Verder was hij als hoogleraar gast aan de universiteiten van onder meer Berlijn, Lissabon, Bergen, Montreal en Minnesota.
Belangrijke werkterreinen zijn voor Sheriff het onderzoek geweest naar de Dhow-cultuur van de Indische Oceaan, de geschiedenis en cultuur van Zanzibar en de geschiedenis en conservatie van het oude stadsgedeelte van Zanzibar: Stone Town. Hij zette zijn kennis om in de praktijk met de restauratie van het ceremoniële paleis van de sultan. Die liet hij uitvoeren door een  
lokaal wetenschappelijk team dat hij speciaal voor deze taak opleidde. Verder zette hij het House of Wonders op als nationaal geschiedkundig en cultureel museum van Zanzibar en de kust van Swahili.
In 2005 werd Sheriff een Prins Claus Prijs toegekend voor de cruciale rol die hij heeft gespeeld in het behoud van het culturele erfgoed van Zanzibar. Het jaar erop werd hij opnieuw onderscheiden voor zijn werk, ditmaal met de Zeze Award van het Tanzaniaanse Fonds voor Cultuur. In 2007 kende de McGill-universiteit in Montreal hem het Maxwell Cummings Distinguished Lectureship toe.